# Yamkha
Yamkha (nep. याम्खा) – gaun wikas samiti we wschodniej części Nepalu w strefie Sagarmatha w dystrykcie Khotang. Według nepalskiego spisu powszechnego z 2001 roku liczył on 611 gospodarstw domowych i 3416 mieszkańców (1767 kobiet i 1649 mężczyzn).